# Bárány György (történész)
Bárány György (George Barany) (Budapest, 1922. április 12. – Denver, 2001. augusztus 22.) magyar származású amerikai történész, egyetemi tanár.

## Életpályája
Fried Ernő gépgyáros és Duschnitz Erna fiaként született zsidó családban. Gyermekkorától Miskolcon élt és a Miskolci Királyi Katolikus Fráter György Gimnáziumban érettségizett (1940). A második világháború alatt behívták munkaszolgálatra, majd szovjet fogságba esett, és három évet töltött bátyjával különböző táborokban.
Az 1956-os forradalom után nyugatra ment, majd kivándorolt az USA-ba. 1958-ban diplomázott a Coloradói Egyetemen, s két évvel később ugyanott doktorált. 1960-ban a Denveri Egyetem adjunktusa, majd rendes tanára lett.
Tanulmányait magyar, amerikai és osztrák folyóiratokban publikálta. Szerepelt számos tanulmánykötetben is.

## Művei
- The Interest of the United States in Central Europe: Appointment of the First American Consul in Hungary (Kalamazoo, 1962)
- Wilsonian Central Europe: Lansing's Contribution (New York, 1966)
- Stephen Széchenyi and the awakening of Hungarian nationalism (Princeton, 1968)
- Hungary: from Aristocratic to Proletarian Nationalism (London, 1969)
- Magyar Jew or Jewish Magyar (Pittsburgh, 1974)
- The truth, the whole truth, and nothing but the truth: Variations on a theme (Denver, 1976)
- East Central European Perceptions of Early America (Király Bélával, szerkesztette; Lisse, 1977)
- The Anglo-Russian Entente Cordiale of 1697–1698 (Boulder, 1986)

## Fordítás
- Ez a szócikk részben vagy egészben  a   George Barany című spanyol Wikipédia-szócikk ezen változatának fordításán alapul.  Az eredeti cikk szerkesztőit annak laptörténete sorolja fel. Ez a jelzés csupán a megfogalmazás eredetét és a szerzői jogokat jelzi, nem szolgál a cikkben szereplő információk forrásmegjelöléseként.